# Komoróczy Géza
Komoróczy Géza (Budapest, 1937. augusztus 11. –) Széchenyi-díjas magyar hebraista, assziriológus, író, történész.

## Életpályája
Édesapja, a református felekezetű Komoróczy György (1909–1981) levéltáros, a Debreceni Állami levéltár vezetője, édesanyja, a római katolikus Bisitzky Mária (1909–1988), gimnáziumi gyakorló- vezető tanár volt.
Komoróczy Géza, az Eötvös Loránd Tudományegyetemen 1961-ben, a prágai Károly Egyetemen pedig 1963-ban fejezte be tanulmányait. 1961–1962-ben a Magyar Helikon Könyvkiadó szerkesztője volt. 1962 óta az ELTE Bölcsészettudományi Karon (ELTE BTK) tanít. 
1985-ben létrehozta és hosszú időn át vezette az ELTE Asszirológiai és Hebraisztikai Tanszékét, emellett 1989-ben létrehozta és hosszú időn át vezette az MTA Judaisztikai Kutatócsoportját. 1981-ben, 1983–1984-ben és 1987-ben Portlandben, 1991-ben és 1993-ban a Brown Egyetemen volt vendégprofesszor. 1989-ben a berlini Wissenschaftskolleg, 1994-ben pedig a bécsi Embertudományi Intézet tagja volt. 1989-től a Zsidó Tudományok Nemzetközi Uniójának vezetőségi tagja. 1990–1991-ben a Társadalomtudományi Társaság elnöke, 1991 és 1994 között a budapesti magisztrátus tagja volt. 
1993–1994-ben a Demokratikus Charta szóvivőjeként tevékenykedett. 1992-től 1998-ig a Magyar Helsinki Bizottság elnöke, 1999 óta tiszteletbeli elnöke.
1976-ban elnyerte a nyelvtudományok kandidátusa tudományos fokozatot.

## Főbb művei
- Gilgames. Ékírásos akkád eposzok, vál., jegyz., utószó Rákos Sándorral (1960)
- Hat héber kézirat a holt-tengeri tekercsek közül (1961)
- Bábel tornya. Az ókori Közel-Kelet mítoszai és mondái: Héber mítoszok és mondák (1964) (lengyelül, litvánul is)
- Az ókori Mezopotámia történetének sumer és akkád nyelvű forrásai (1965)
- Gilgames – Agyagtáblák üzenete. Ékírásos akkád versek Rákos Sándorral (1966)
- Mezopotámia története az őskortól a perzsa hódításig, egy. jegyzet (1967)
- „Fénylő ölednek édes örömében…”. A sumer irodalom kistükre, ant., összeáll., ford., bev., jegyz. (1970)
- Sumer és magyar?, tan. (1976)
- A sumer irodalmi hagyomány, tan. (1980)
- Az ókori Mezopotámia vallásai (1988)
- Bezárkózás a nemzeti hagyományba. Az értelmiség felelőssége az ókori Keleten, tan. (1992) [2. jav. kiad., 1995]
- A zsidó Budapest. Emlékek, szertartások, történelem, 1-2.; szerk. Komoróczy Géza; Városháza–MTA Judaisztikai Kutatócsoport, Budapest, 1995 (Hungaria Judaica) (angolul is)
- Mitológia és humanitás. Tanulmányok Kerényi Károly 100. születésnapjára; szerk. Szilágyi János György, Komoróczy Géza, ford. Bencze Ágnes, Karsay Orsolya, Sajó Tamás; Osiris, Budapest, 1999 (Osiris könyvtár. Történelem)
- Héber mítoszok és mondák. A Bibliából; feldolg., tan., jegyz. Komoróczy Géza; jav., átdolg. kiad.; Móra, Budapest, 2000
- Holocaust. A pernye beleég a bőrünkbe; Osiris, Budapest, 2000 (Osiris zsebkönyvtár)
- Shlomo J. Spitzer–Komoróczy Géza: Héber kútforrások Magyarország és a magyarországi zsidóság történetéhez a kezdetektől 1686-ig; MTA Judaisztikai Kutatócsoport–Osiris, Budapest, 2003 (Hungaria Judaica)
- A zsidók története Magyarországon, 1-2.; Kalligram, Pozsony, 2012
- Zsidók az Északkeleti-Kárpátokban Kárpátalja, a 16. századtól a 19. század közepéig; Aposztróf, Budapest, 2013 (Hungaria Judaica)
- "Nekem itt zsidónak kell lenni". Források és dokumentumok (965–2012). A zsidók története Magyarországon I-II. kötetéhez. Szöveggyűjtemény; szerk. Komoróczy Géza; Kalligram, Pozsony, 2013 (Hungaria Judaica)
- Zsidók a magyar társadalomban. Írások az együttélésről, feszültségekről és az értékekről, 1790–2012, 1-2.; gyűjt., szerk., bev. Komoróczy Géza; Kalligram, Pozsony, 2015
- Holocaust; Ab Ovo, Budapest, 2016
- Történelem a próféták kezében. A Bibliáról; Ab Ovo, Budapest, 2019
- Hargittai István: Jeremiás nyomában. Beszélgetések Komoróczy Gézával; Magvető, Budapest, 2021 (Tények és tanúk)
- Jogot, mert emberek vagyunk. Zsidó történeti tanulmányok; Kalligram, Budapest, 2023

## Díjai, kitüntetései
- Ábel Jenő-emlékérem (1985)
- Scheiber Sándor-díj (1996)
- Bibó István-díj (Soros; 1997)
- Pro Urbe Budapest díj (1997)
- A Magyar Köztársasági Érdemrend tisztikeresztje (1997)
- A Soros Alapítvány alkotói ösztöndíja (1999)
- Széchenyi Professzori Ösztöndíj (1999–2002)
- Magyar Zsidó Kultúráért díj (2002)
- Széchenyi-díj (2007)
- Prima díj (2008)
- Bacher Vilmos-emlékérem (2013)
- Wallenberg-díj (2016)
- Hazám-díj (2016)
- Radnóti Miklós antirasszista díj (2017)[5]